# Rascuporis II
Rascuporis II (en llatí Rhascuporis, en grec antic Ῥασκούπορις) era un dels dos caps dels odrisis de Tràcia que regnà a Seutòpolis o Sautes.
Era germà de Rascos, i fill de Cotis I de Tràcia. A la mort del pare van governar els dos germans conjuntament un territori que ocupava el nord de la Propòntida fins al Hebros i la rodalia de Filipos. No se sap del cert si el seu clan era els dels sapei o el dels korpalli o els agrupava tots dos. Apià diu que el seu territori era elevat, fred i boscós, però que tenien un exèrcit poderós de cavalleria.
A la tercera guerra civil romana del 49 i 48 aC, Rascuporis, que acabava de pujar al tron, va donar suport a Gneu Pompeu amb 200 cavallers a Dirràquium. Mort Juli Cèsar (44 aC) va ajudar a Cassi amb 3000 cavallers, i en canvi el seu germà Rascos domava suport als triumvirs Octavi, Lèpid i Marc Antoni. Segons Apià, els dos germans ho van pactar així i el que quedés en el bàndol guanyador hauria d'obtenir el perdó per l'altre.
Així, després de la derrota republicana a la batalla de Filipos, Rascos va intercedir davant d'Octavi pel seu germà Rascuporis, que va ser perdonat. Va regnar aproximadament fins al 42 aC i el va succeir Cotis II (VI).